# Некрасув
Некрасув (пол. Niekrasów) — село в Польщі, у гміні Осек Сташовського повіту Свентокшиського воєводства.
Населення — 216 осіб (2011).
У 1975-1998 роках село належало до Тарнобжезького воєводства.

## Демографія
Демографічна структура на день 31 березня 2011 року:
|          | Загалом | Допрацездатний вік | Працездатний вік | Постпрацездатний вік |
| -------- | ------- | ------------------ | ---------------- | -------------------- |
| Чоловіки | 111     | 24                 | 76               | 11                   |
| Жінки    | 105     | 20                 | 63               | 22                   |
| Разом    | 216     | 44                 | 139              | 33                   |